# Molophilus (Molophilus) congregatus
Molophilus (Molophilus) congregatus is een tweevleugelige uit de familie steltmuggen (Limoniidae). De soort komt voor in het Australaziatisch gebied.